# Musaka

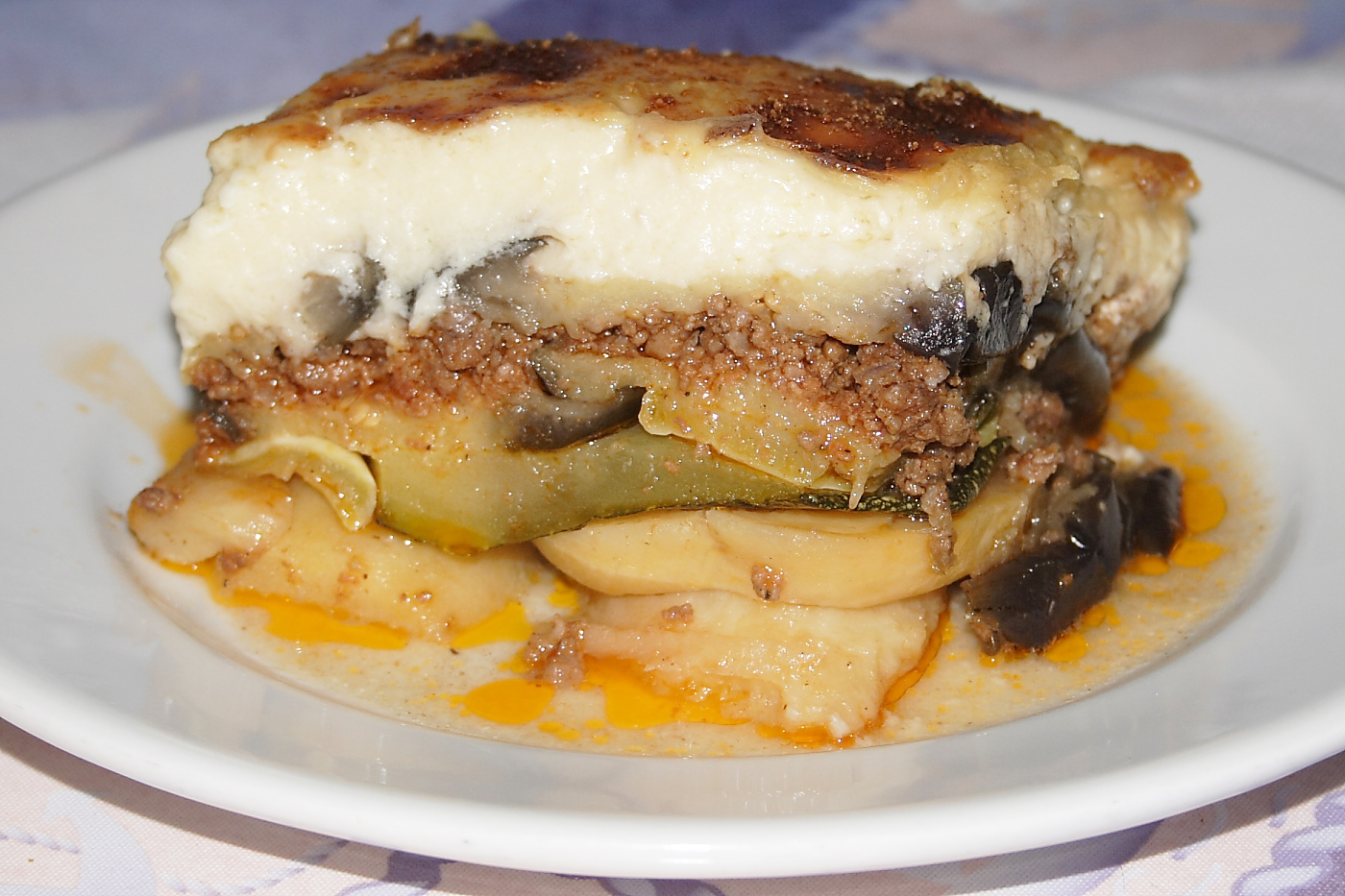
Musaka

Musaka (ngr. μουσακάς) – zapiekanka przygotowywana na bazie bakłażana, pomidorów oraz mielonego mięsa; danie popularne w kuchni greckiej. Górną warstwę dania stanowi sos beszamelowy posypany żółtym serem.